# Ludwig Gottfried Madihn
Ludwig Gottfried Madihn (12. ledna 1748, Wolfenbüttel – 6. března 1834, Vratislav) byl německý právník a advokát. Působil jako profesor na univerzitách ve Vratislavi a Frankfurtu nad Odrou.

## Životopis
Narodil se v roce 1748 v dolnosaském městě Wolfenbüttel. Na univerzitě v Halle získal magisterium i doktorát z práva. Od roku 1773 působil jako profesor na univerzitě Viadrina ve Frankfurtu nad Odrou. V tomto období se také zabýval psaním právnických skript a kompendií. Roku 1811 se spolu s celou Viadrinou přesunul do Vratislavi a zde se podílel na formování nové Univerzity Fridricha Viléma. V letech 1817–1818 působil na této nové univerzitě ve funkci rektora.
Za svou vědeckou a organizační činnost byl roku 1822 vyznamenán pruským Řádem červené orlice 3. třídy. V tom samém roce utrpěl cévní mozkovou příhodu a následně odešel na penzi. Zemřel ve Vratislavi roku 1834.